# Sven Tjusling
Sven Hugo Vilhelm Tjusling, född 12 november 1917 i Masthuggs församling, Göteborg, död 10 maj 1993, då kyrkobokförd i Högsbo, Göteborg, var en svensk dragspelare och orkesterledare.
Sven Tjuslings trio bestod av två bröder Tjusling, Sven på dragspel och Rolf på gitarr samt Gutten Willig på kontrabas (ståbas). Den senare känd även som ackompanjatör till Povel Ramel liksom till Stan Getz vid dennes Sverigebesök 1955.
Trions verksamhetsområde var i huvudsak Göteborg och västkusten, främst Bohuslän. De framträdde ibland tillsammans med Lasse Dahlquist och Sten-Åke Cederhök.
Sven Tjuslings trio ackompanjerade Ingemar Johansson på skivmärket Oktav vid dennes insjungning 1956  av Sju Blomster/Västkustensvals (OV 110) och Klart till drabbning/Över ängarna (OV 111). Sveriges Radios förteckning "låtlistor" innehåller: "21:27 Ingemar Johansson, Sven Tjusling "Västkustens vals" / ”Vårt hjärtas Bohuslän / Invision group".
På Kenneth Olssons webbsida Dragspel Framförallt kan man läsa: "Västkustens vals kommer man inte förbi. Tjuslings hade väl nästan den låten som signatur. Sven Tjuslings som var Jöttebåårgs kändaste trio när det begav sig."
I en artikel om krigsfångeutväxling i Göteborg 8-10 september 1944 kan bland annat läsas: ”Sven Tjusling spelade och sjöng till Levingitarr och dragspel alla de önskade amerikanska, engelska och tyska melodierna, i vilka fångarna själva deltogo med aldrig sviktandc sång och energi."
Vartannat år utser Kals Åden göteborgarnas "Kal å Ada". 1979 tillägnades Sven Tjusling denna hederstitel tillsammans med dragspelskollegan Edith Segerstedt.
Sven Tjuslings trio ackompanjerar Harald "Bagarn" Andersson på en LP med namnet Stjärnsmällar och tjuvnyp - utgiven 1979 av Proletärkultur med beteckningen PROLP 179.